# توبيو

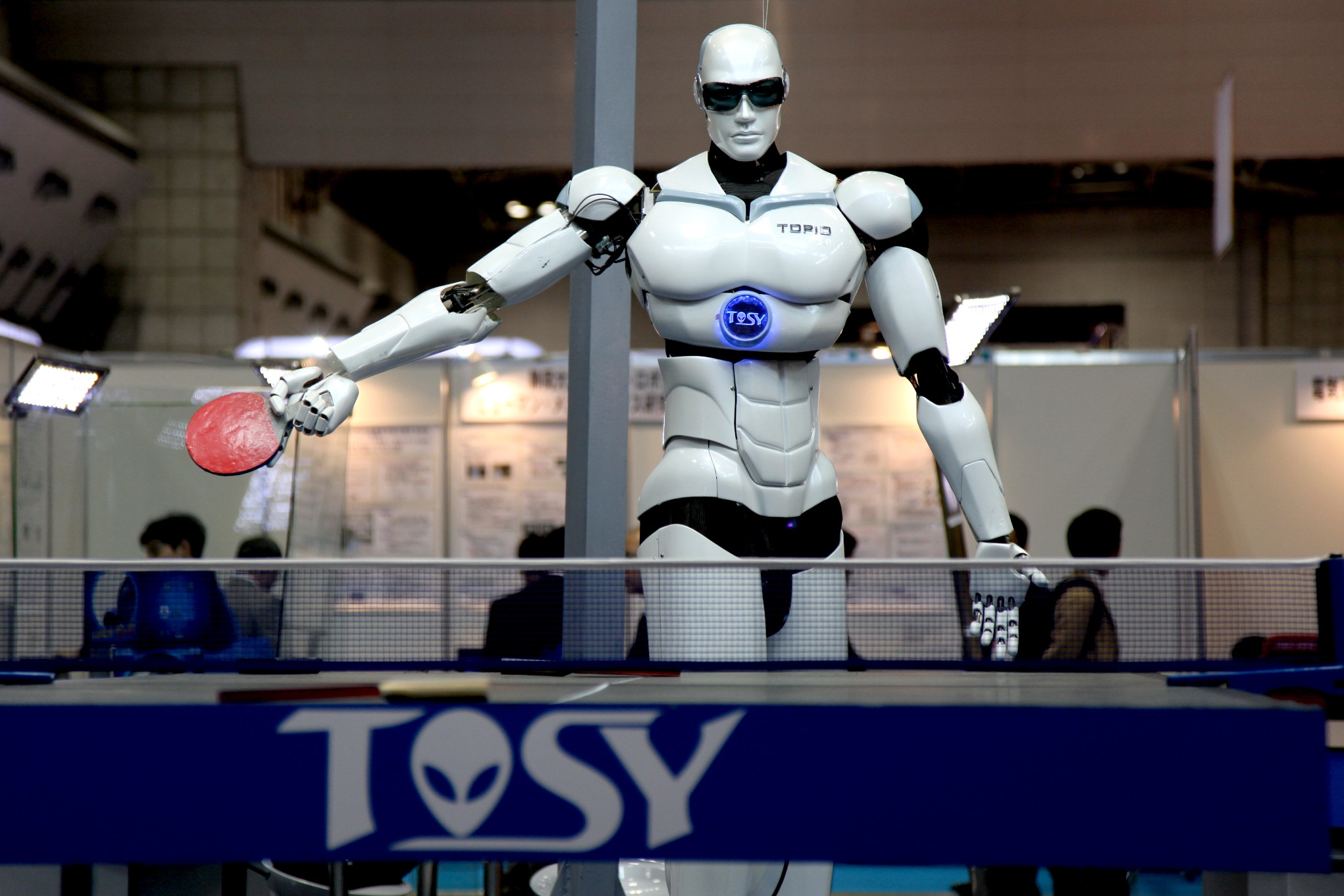
توبيو 3.0 عام 2009

توبيو (روبوت توسي للعب التنس طاولة) روبوت بشري ذو ذراعين مصمم للعب التنس طاولة ضد الإنسان. تم تصميم الروبوت من قبل شركة توسي- شركة روبوتات في فيتنام- في عام 2005. عرض الربوت للعامة للمرة الأول في معرض الروبوت الدولي (IREX) بطوكيو، اليابان في 28 نوفمبر 2007. يصل طول توبيو 3.0 (الإصدار الأخير) 1.88 متر (6' 2") تقريبا و 120 كجم (264 رطل).

## تاريخ التطور

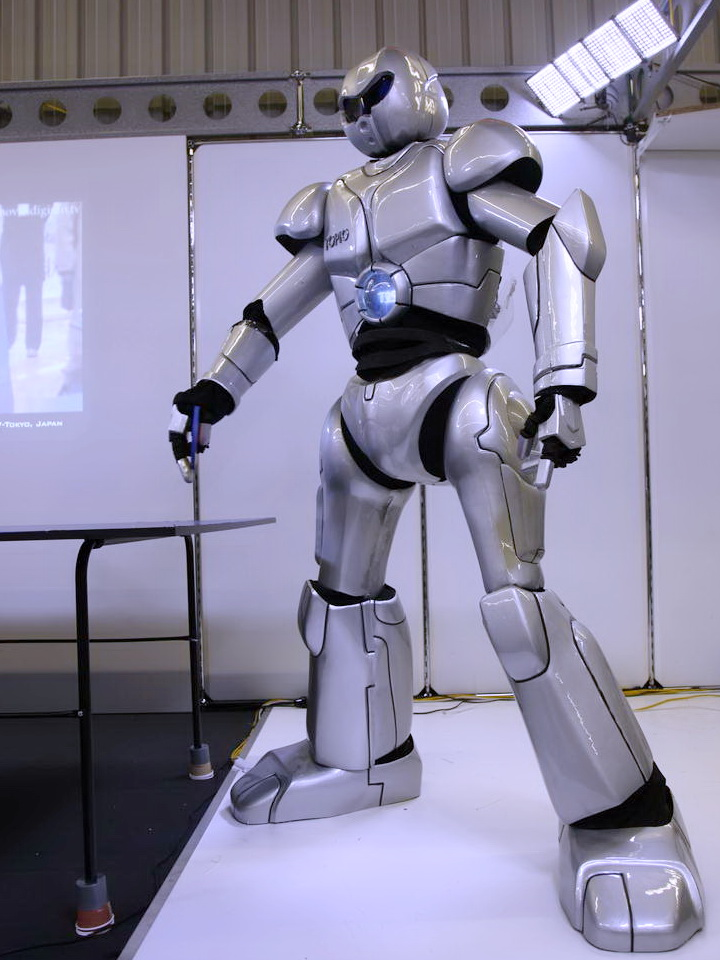
توبيو 2.0 عام 2009

| الوقت           | المكان                              | الحدث                     | ملاحظات                                                |
| --------------- | ----------------------------------- | ------------------------- | ------------------------------------------------------ |
| نوفمبر 2005     | توسي للروبوتات                      | تم البدء في مشروع توبيو   |                                                        |
| يوليو 2007      | توسي للروبوتات                      | أول نسخه تجريبية لتوبيو   | 8 درجات حرية، 1 للأرجل، نظام هيدروليكي                 |
| 28 نوفمبر 2007  | معرض الروبوت الدولي، طوكيو، اليابان | الإعلان عن صدور توبيو 1.0 | 20 درجات حرية، 6 للأرجل، نظام هيدروليكي                |
| 5 فبراير 2009   | ألمانيا                             | الإعلان عن صدور توبيو 2.0 | 42 درجات حرية، 2 للأرجل، محركات سيرفو تعمل بتيار مستمر |
| 25 نوفمبر 2009  | معرض الربوت الدولي بطوكيو، اليابان  | الإعلان عن صدور توبيو 3.0 | 39 درجات حرية، 2 للأرجل، محركات سيرفو تعمل بتيار مستمر |
| 4-9 فبراير 2010 | ألمانيا                             | الإعلان عن صدور توبيو 3.0 | 39 درجات حرية، 2 للأرجل، محركات سيرفو تعمل بتيار مستمر |
| 8-11 يونيو 2010 | ألمانيا                             | الإعلان عن صدور توبيو 3.0 | 39 درجات حرية، 2 للأرجل، محركات سيرفو تعمل بتيار مستمر |

## المواصفات الفنية

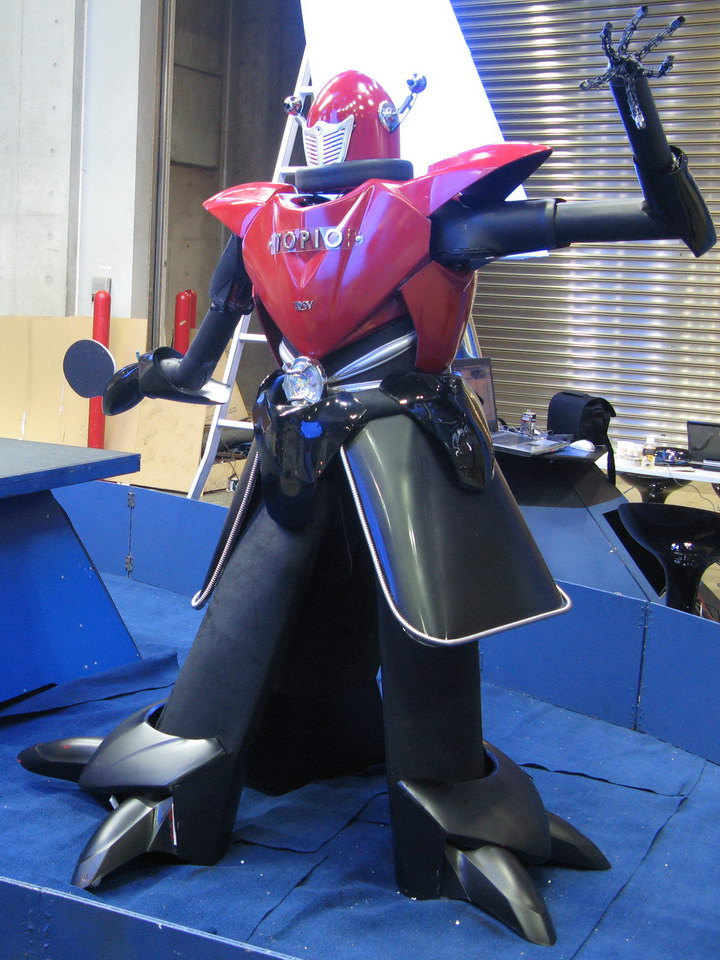
توبيو 1.0 في طوكيو عام 2007

|                     | توبيو 1.0                                                | توبيو 2.0                                                                            | توبيو 3.0                                                                           |
| ------------------- | -------------------------------------------------------- | ------------------------------------------------------------------------------------ | ----------------------------------------------------------------------------------- |
| الإرتفاع            | 185 سم                                                   | 215 سم                                                                               | 188 سم                                                                              |
| الكتلة              | 300 كجم                                                  | 60 كجم                                                                               | 120 كجم                                                                             |
| مزود طاقة           | هيدروليكا                                                | بطارية ليثيوم بوليمر بقدرة 48 فولت 20 أمبير-ساعة                                     | بطارية ليثيوم بوليمر بقدرة 48 فولت 20 أمبير-ساعة                                    |
| المشغل الميكانيكي   | إسطوانة هيدروليكية                                       | محرك سيرفو بتيار مستمر                                                               | محرك سيرفو بتيار مستمر                                                              |
| الأرجل              | 6                                                        | 2                                                                                    | 2                                                                                   |
| كاميرا عالية السرعة | 2                                                        | 2                                                                                    | 4                                                                                   |
| الصور المتتالية     | 6                                                        | 5                                                                                    | 10                                                                                  |
| درجة حرية           | 20 اثنان في الرأس سته في كل ذراع واحد في كل رجل (6 أرجل) | 42 ثلاثة في الرأس سبعة في كل ذراع سته في كل رجل (2 رجل) ثلاثة في الجذع خمسه في كل يد | 39 اثنان في الرأس سبعة في كل ذراع سته في كل رجل (2 رجل) واحد في الجذع خمسه في كل يد |

## التقنيات
تم تصميم توبيو للعب كرة تنس الطاولة لذلك فهو يتميز:
- التعرف على الأجسام المتحركة بسرعة.
- نظام ذكاء اصطناعي.
- نظام ميكانيكي منخفض القصور الذاتي.
- نظام مراقبة الحركة سريع ودقيق.
- السير على قدمين بتوازن.

## وصلات خارجية
- الموقع الرسمي نسخة محفوظة 19 مايو 2009 على موقع واي باك مشين..
- فيديو لتوبيو- على اليوتيوب.
- توبيو- الروبوت اللاعب لتنس الطاولة.
- الروبوتات اللاعبه للتنس طاولة.
- مهارات توبيو في التنس طاولة.